# Aminah Cendrakasih
Aminah Tjendrakasih (col sistema di ortografia avanzato: Aminah Cendrakasih; Magelang, 29 gennaio 1938 – Tangerang Selatan, 21 dicembre 2022) è stata un'attrice indonesiana che nel corso della sua carriera recitò in oltre cento lungometraggi.

## Biografia
Aminah nacque a Magelang, nelle allora Indie orientali olandesi, il 29 gennaio 1938. Durante l'infanzia si trasferì a Giacarta, dove cominciò a recitare prima sul palco e successivamente nei film.
Nel 1953 recitò il suo primo film intitolato Musafir Kelana diretto da S Waldy, ma il suo debutto arrivò nel 1955 prendendo parte in Oh, Ibuku. Successivamente apparve in Gambang Semarang, mentre il suo primo ruolo da protagonista avvenne nel film Ibu dan Putri, entrambe pellicole del 1955. Nel 1958 recitò poi in Asrama Dara, film diretto da Usmar Ismail. Nei quattro anni successivi recitò in undici film, tra cui Taman Harapan, Tjambuk Api e Pak Prawiro. Dopodiché, durante le riprese di Habis Gelap Terbitlah Terang, conobbe un uomo di etnia batavi col quale si sposò ed ebbe sette figli. Prese poi una pausa dalla recitazione.

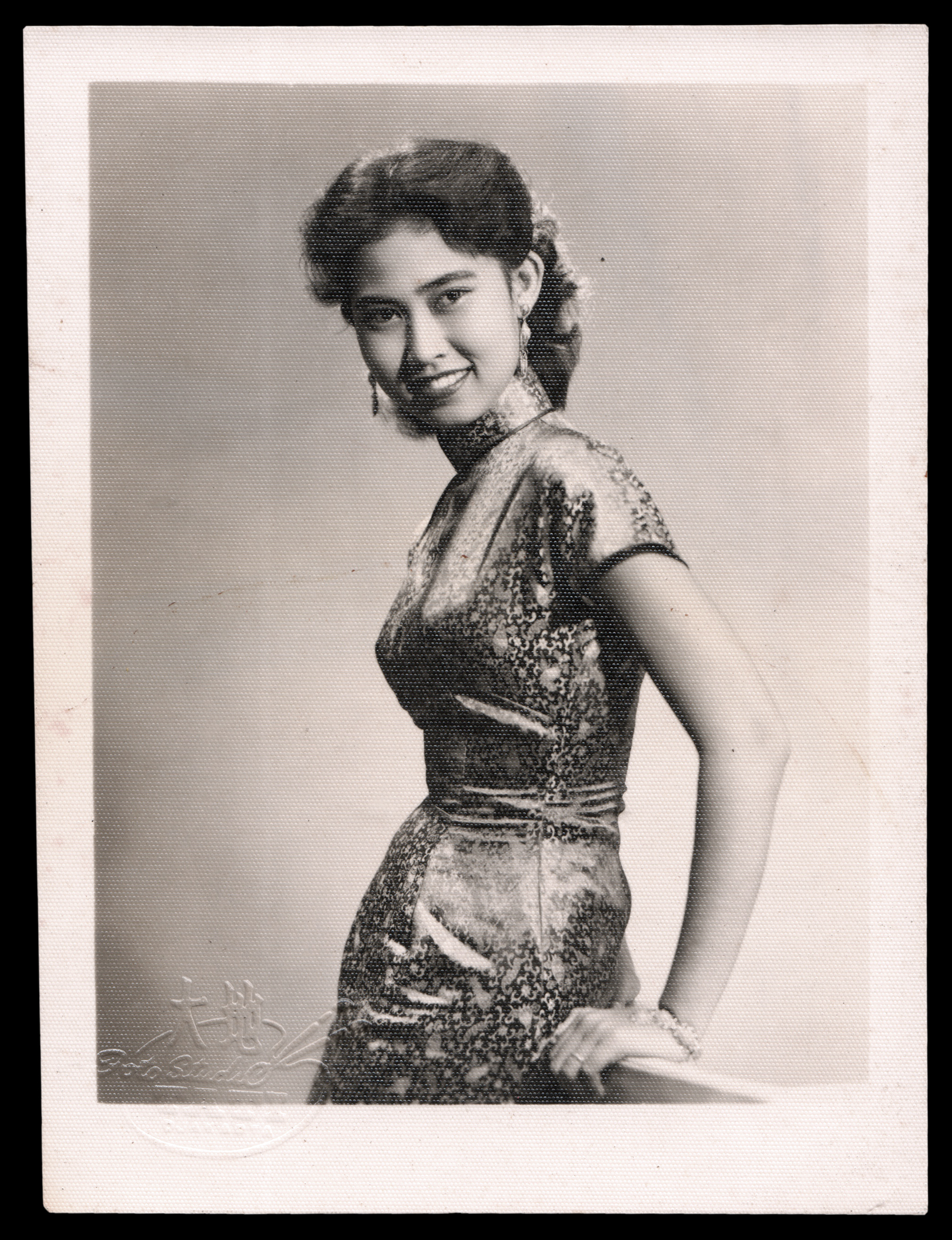
Aminah Cendrakasih nel 1959

Nel 1970 tornò a recitare prima in ruoli televisivi e successivamente in altri film, tra cui Hostess Anita, Aku Tak Berdosa, Si Doel Anak Modern e Betty Bencong Slebor. Entrò poi nell'Associazione delle arti e culture islamiche e nell'Istituto culturale dei batavi.
Prese parte anche a numerosi film e lungometraggi negli anni ottanta e oltre, tra i quali Lebih Asyik Sama Kamu del 2016. Acquisì inoltre fama per essere stata nel cast della serie Si Doel Anak Sekolahan diretta da Rano Karno tra il 1994 e il 2005.
Aminah soffriva di glaucoma che le fece prima perdere la vista e poi rimanere a letto. Morì il 21 dicembre 2022 nella città di Tangerang Selatan all'età di 84 anni.

## Filmografia
- Musafir Kelana (1953)
- Gadis Sesat (1955)
- Gambang Semarang (1955)
- Ibu dan Putri (1955)
- Oh, Ibuku (1955)
- Tjalon Duta (1955)
- Serampang 12 (1956)
- Konsepsi Ajah (1957)
- Taman Harapan (1957)
- Anakku Sajang (1957)
- Pak Prawiro (1958)
- Tjambuk Api (1958)
- Asrama Dara (1958)
- Habis Gelap Terbitlah Terang (Hilang Gelap Datang Terang) (1959)
- Bertjinta dalam Gelap (1971)
- Dara-Dara (1971)
- Hostess Anita (1971)
- Ilusia (Kasih Tak Terputuskan) (1971)
- Jang Djatuh Dikaki Lelaki (1971)
- Kisah Fanny Tan (1971)
- Penunggang Kuda dari Tjimande (1971)
- Tjisadane (1971)
- Mutiara dalam Lumpur (1972)
- Aku Tak Berdosa (1972)
- Intan Berduri (1972)
- Anak Yatim (1973)
- Bing Slamet Sibuk (1973)
- Ibu Sejati (1973)
- Pelarian (1973)
- Rindu (1973)
- Sebatang Kara (1973)
- Takdir (1973)
- Bajingan Tengik (Jagoan Tengik) (1974)
- Setulus Hatimu (1974)
- Pengorbanan (1974)
- Kosong-kosong Tiga Belas (0013) (1974)
- Pacar (1974)
- Susana (1974)
- Jangan Kau Tangisi (1974)
- Butet (Patah Tumbuh Hilang Berganti) (1974)
- Raja Jin Penjaga Pintu Kereta (1974)
- Ratapan si Miskin (1974)
- Senyum dan Tangis (1974)
- Sayangilah Daku (1974)
- Keluarga Sinting (1975)
- Syahdu (1975)
- Jinak-Jinak Merpati (1975)
- Benyamin Raja Lenong (1975)
- Aladin Agen Rahasia (1975)
- Malam Pengantin (1975)
- Cinta Kasih Mama (1976)
- Mustika Ibu (1976)
- Oma Irama Penasaran (1976)
- Kisah Cinta (1976)
- Hanya Untukmu (1976)
- Nasib Si Miskin (1977)
- Selimut Cinta (1977)
- Cintaku Tergadai (1977)
- Sorga (1977)
- Jeritan Si Buyung (1977)
- Penasaran (1977)
- Gitar Tua Oma Irama (1977)
- Selangit Mesra (1977)
- Ali Topan Anak Jalanan (1977)
- Macan Terbang (1977)
- Secerah Senyum (1977)
- Pukulan Berantai (1977)
- Sinyo Adi (1977)
- Petualang Cinta (1978)
- Betty Bencong Slebor (1978)
- Cowok Masa Kini (1978)
- Dari Mata Turun ke Hati (1979)
- Juwita (1979)
- Milikku (1979)
- Sepasang Merpati (1979)
- Hallo Sayang (1980)
- Nikmatnya Cinta (1980)
- Juara Cilik (1980)
- Beningnya Hati Seorang Gadis (1980)
- Kau Tercipta Untukku (1980)
- Begadang Karena Penasaran (1980)
- Jangan Sakiti Hatinya (1980)
- Goyang Dangdut (1980)
- Abizars (Pahlawan Kecil) (1980)
- Masih Adakah Cinta (1980)
- Tumbal Iblis (1981)
- Tomboy (1981)
- Bunga-bunga Perkawinan (1981)
- Pengorbanan (1982)
- Perempuan Bergairah (1982)
- Gadis Bionik (1982)
- Pengantin Remaja II (1982)
- Gadis Telepon (1983)
- Ken Arok - Ken Dedes (1983)
- Kadarwati (1983)
- Pokoknya Beres (1983)
- Merindukan Kasih Sayang (1984)
- Pencuri Cinta (1984)
- Biarkan Kami Bercinta (1984)
- Cinta Kembar (1984)
- Senyummu Senyumku (1984)
- Persaingan Remaja (1984)
- Itu Bisa Diatur (1984)
- Persaingan Asmara (1985)
- Pembalasan Rambu (1985)
- Tari Kejang (1985)
- Satu Cinta 1000 Dusta (1985)
- Yang Masih di Bawah Umur (1985)
- Atas Boleh Bawah Boleh (1986)
- Biarkan Bulan Itu (1986)
- Menyibak Kabut Cinta (1986)
- Cemburu Nih Yee... (1986)
- Aids Phobia (1986)
- Komedi Lawak 88 (1986)
- Akibat Kanker Payudara (1987)
- Ranjang Tak Bertuan (1988)
- Bendi Keramat (1988)
- Lebih Asyik Sama Kamu (1989)

## Riconoscimenti
- Bandung Film Festival
  - 2012: Premio alla carriera
- Premi per attori cinematografici indonesiani
  - 2013: Premio alla carriera